# کیخسرو سوم
کیخسرو سوم یا غیاث الدین کیخسرو بن قلج ارسلان (۱۲۵۹–۱۲۶۳ – ۱۲۸۴) بین دو تا شش ساله بود که در سال ۱۲۶۵ به عنوان سلطان سلجوقی روم نام گرفت. او پسر قلیج ارسلان چهارم، نماینده ضعیف سلسله سلجوقیان بود که زیر سیطره معین‌الدین پروانه قرار داشت.

## سلطنت (۱۲۶۵–۱۲۸۴)
معین الدین سلیمان که به نمایندگی از خان مغول، اباقا خان، اختیار امور را به‌دست گرفته بود، قلج ارسلان چهارم را در سال ۱۲۶۶ اعدام کرد. کیخسرو جوان چهره ای نمادین بیش نبود و در رویدادهای دوره سلطنتش که ابتدا پروانه، وزیر مغولی روم و فخرالدین علی بر آن تسلط داشتند، نقشی نداشت.
در سال ۱۲۸۳ کیخسرو توسط کنگیرتای مغول به شورش علیه احمد حاکم ایلخان انگیزانده شد. کیخسرو به دلیل دست داشتن در شورش در اسفند ۱۲۸۴ اعدام شد.
کیخسرو سوم آخرین سلطان سلجوقی بود که در آرامگاه خاندانی در مسجد علاءالدین کیقباد در قونیه به خاک سپرده شد.

## تختگاه کیخسرو سوم
تخت شاهی او که نمونه ای بارز از منبت‌کاری سلجوقی است، در موزه قوم‌نگاری آنکارا باقی مانده‌است. این تختگاه پیش از این در مسجد قزل‌بیگ در آنکارا قرار داشت.